# سيسيل كالدويل
سيسيل كالدويل (بالإنجليزية: Cecil Caldwell)‏ هو لاعب كرة قدم أمريكية أمريكي، ولد في 27 فبراير 1977 في نيوبيري في الولايات المتحدة.